# 吉安·加萊亞佐·維斯孔蒂
吉安·加萊亞佐·維斯孔蒂（義大利語：Gian Galeazzo Visconti，1351年10月16日—1402年9月3日），米蘭的獨裁領主（1378-1395年）及米蘭公爵（1395-1402年任職公爵），綽號「米蘭毒蛇」（The Viper of Milan）及「仁厚統治者」（Benevolent ruler），說明他矛盾的雙重特質：一個兇殘、狡詐、為達目的不擇手段的獨裁野心家，卻又是精明治國、造福人民的優秀政治家。1395年他從神聖羅馬皇帝那買到米蘭公爵的頭銜，讓1277年開始在米蘭統治的維斯孔蒂家族，得到了長久期盼的合法性，並建立米蘭公國。其統治對文藝復興黎明的到來有推波助瀾的功效，也是米蘭文治武功最輝煌的時代。

## 生平

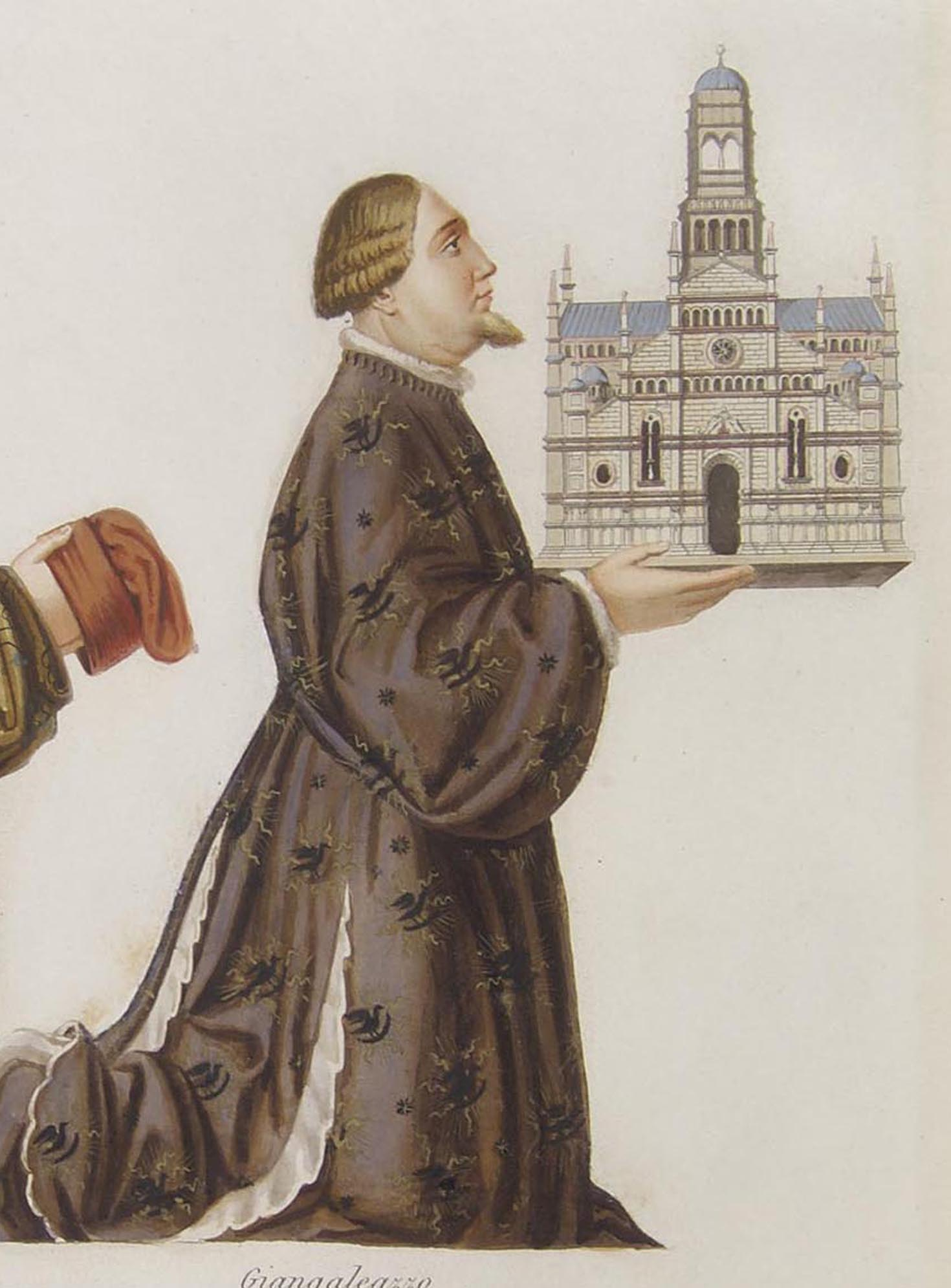
吉安·加萊亞佐將加爾都西會獻給聖母瑪利亞

1378年吉安·加萊亞佐繼承其父加萊亞佐二世，成為米蘭領主之一，把國家建成中央集權的城邦。1385年他把另一共治領主貝爾納波·維斯孔蒂（吉安的叔父兼岳父，1354－1385在位）囚禁，據說又將其毒死。他因此成為集權君主，並開啟米蘭最輝煌的時代。
他取消貴族特權、平均賦稅，設立公共衛生機構、嚴懲貪官汙吏，給米蘭帶來一個史上最清明有效率的政府。為了促進商業，他從米蘭到帕維亞建造了一條運河，使農業灌溉和運輸業獲得很大的發展，這也連帶讓乳製品加工業和商品糧產在20年內快速增長。手工紡織業也出現明顯的進步，建築和藝術的繁榮替義大利文藝復興打下基礎，譬如他替維斯孔蒂圖書館收集了大量的學術手稿和絕美的藝術名作，許多是他攻城勝利的戰利品。

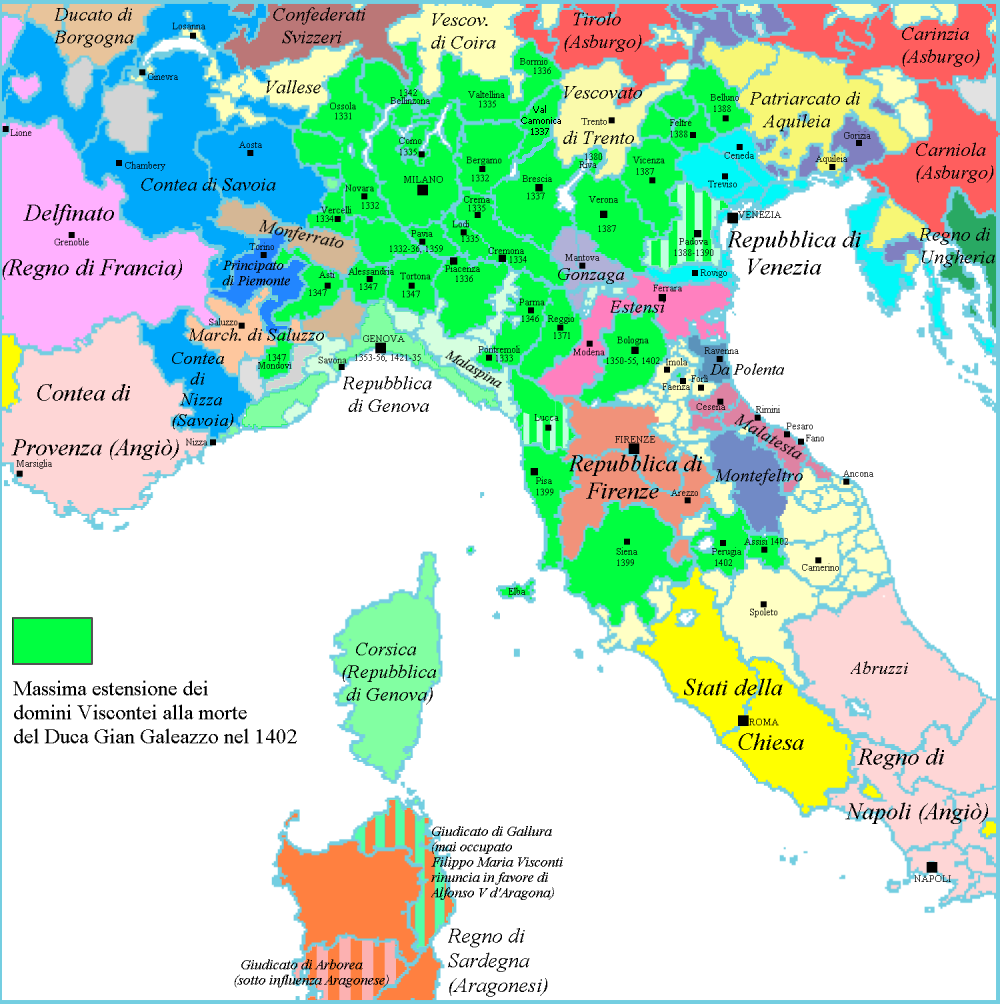
1402年英主吉安·加萊亞佐·維斯孔蒂死前的最大版圖（綠色與淡綠色區塊），當時米蘭幾乎統一義大利中北部，原本的強國威尼斯、佛羅倫斯、教宗國都被壓縮至很小區域

吉安·加萊亞佐帶來典型的暴君統治，但也不可忽略他對米蘭公國擴張的貢獻。他向外征戰屢獲勝利，攻佔了倫巴底和大部分的威尼托、利左利亞、艾米利亞、托斯卡納，其中大多使用陰謀詭計來獲取城市，倚靠武力破城的次數反而不多；他甚至將熱那亞、維羅納、帕維亞、克雷莫那、貝盧諾、博洛尼亞都收進勢力範圍。吉安·加萊亞佐的管理方式深受神聖羅馬帝國皇帝瓦茨拉夫四世欣賞，加上一筆貢獻給皇帝的巨額金錢（10萬佛羅林），使他於1395年獲封為米蘭公爵。
國際上他將家族的勢力帶向鼎盛，這也表現在他與歐洲頂級家族——英法王室的聯姻，證明維斯孔蒂家族在國際地位已上升成舉足輕重：譬如1360年他娶到法國公主伊莎貝拉（法王約翰二世之女）為妻；將女兒瓦倫丁娜嫁給法國王子奧爾良公爵路易；其妹維奧蘭黛則嫁給英王愛德華三世之子——克拉倫斯公爵萊昂尼爾。這些婚姻中最讓米蘭人倍感自豪與榮耀的是與法王的聯姻，因為過往法國人總是將婚姻作為入侵和勒索的藉口，對米蘭境內城市的權利予取予求。

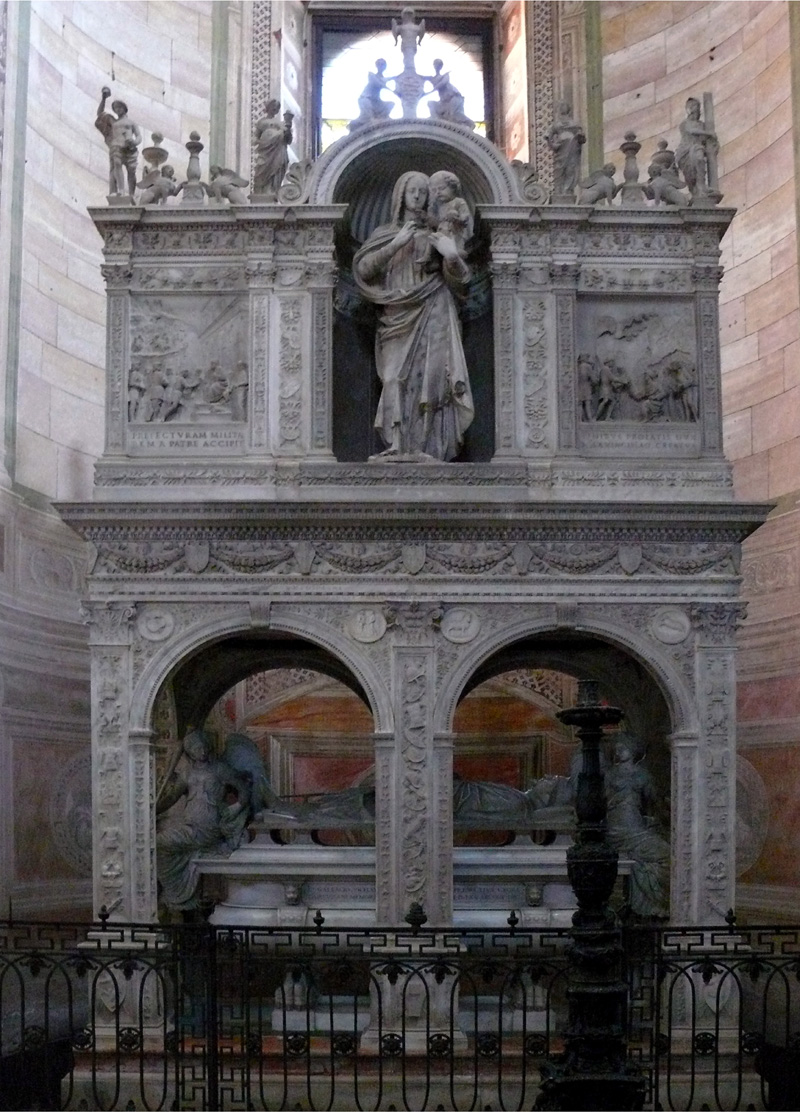
吉安·加萊亞佐之墓，存放於帕維亞加爾都西會修道院

他於1399年取下比薩及錫耶納，並於隔年取下佩魯賈及翁布里亞的一些城鎮，於1402年與波隆那結盟，當時整個義大利北部及中部幾乎都陷入他的掌控中，他在1401年大敗插手義大利的「羅馬人之王」（實質上的神聖羅馬皇帝）魯普雷希特，而勉強保持獨立的佛羅倫斯，也在米蘭大軍的包圍下岌岌可危，在他的統治下，米蘭成為支配北義大利的強權，並藉著戰爭、婚姻聯盟、靈活外交把米蘭從一個義大利城邦轉變為歐洲強權。
就在他即將統一義大利中北部、重建公元六百年輝煌的倫巴底王國時，1402年蔓延的大瘟疫，結束了吉安·加萊亞佐的55歲生命、拯救了被包圍的佛羅倫斯；之後的一百年內，義大利城邦記取這次均勢破壞的教訓，以長期聯盟來抵制米蘭、維持均衡，使維斯孔蒂及米蘭公國的一統大夢最終成為泡沫幻影。
他死後，家族霸權又因繼位的13歲長子吉安·瑪麗亞·維斯孔蒂精神病發與派系惡鬥而暫時破滅（長子甚至聯合同父異母弟去害死母親兼攝政卡特琳娜），直到1412年次子菲利波·瑪麗亞·維斯孔蒂繼承後才重建了米蘭，但已遭到威尼斯、佛羅倫斯和教宗國的聯盟壓制，帶來15世紀上半混戰不休的義大利內鬥期。

## 婚姻和子女

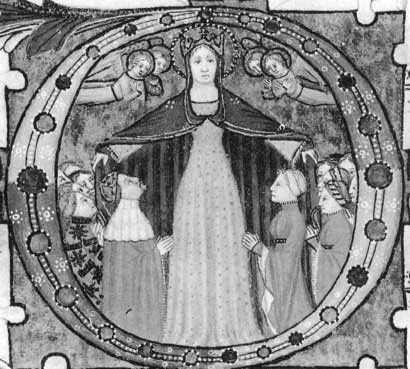
卡特琳娜·維斯孔蒂，吉安·加萊亞佐的第二任妻子

他有兩次婚姻：第一次（1360年）娶法國公主伊莎貝拉（1373死於難產），育有一女瓦倫蒂娜；第二次（1380年）娶堂妹卡特琳娜·維斯孔蒂，育有長子吉安·瑪麗亞·維斯孔蒂和次子菲利波·瑪麗亞·維斯孔蒂，兄弟倆先後繼承了公爵之位。

## 評價
義大利史家路易吉·薩瓦爾托雷利總結吉安·加萊亞佐的一生：「（他）在對外政策上大膽、精明、吉星高照；內政管理上積極、公道、寬宏大量。他延聘著名法學家修改米蘭的各種章程，彙編成一部法典。他啟用有才幹的人組成政府、管理國家，尤其是內政部，其第一任部長是一位威尼斯貴族卡洛·澤諾（說明他用人不限米蘭人）。在其他城市，他也大力加強和集中公國的行政管理，組成統一、直屬於他的行政機關，並由上述中央政府協助領導。」據此來說，吉安·加萊亞佐趁著天主教會大分裂（1378-1417年）的有利時機，他維護國家對教士擁有的權力，即有權任命神職人員，教廷只能加以確認；禁止接受未經他批准的教會采邑。他對各階層課以公平的稅收，包含貴族、教士和平民一體適用。他建設巨大豪華的公共工程來擄獲民心、促進工業、藝術文化的發展，如1386年的米蘭大教堂（義大利最大的教堂）及帕維亞加爾都西會修道院，兩座雄偉建築和內部裝飾的金碧輝煌，大幅強化了米蘭人的國家自信與藝術自豪。

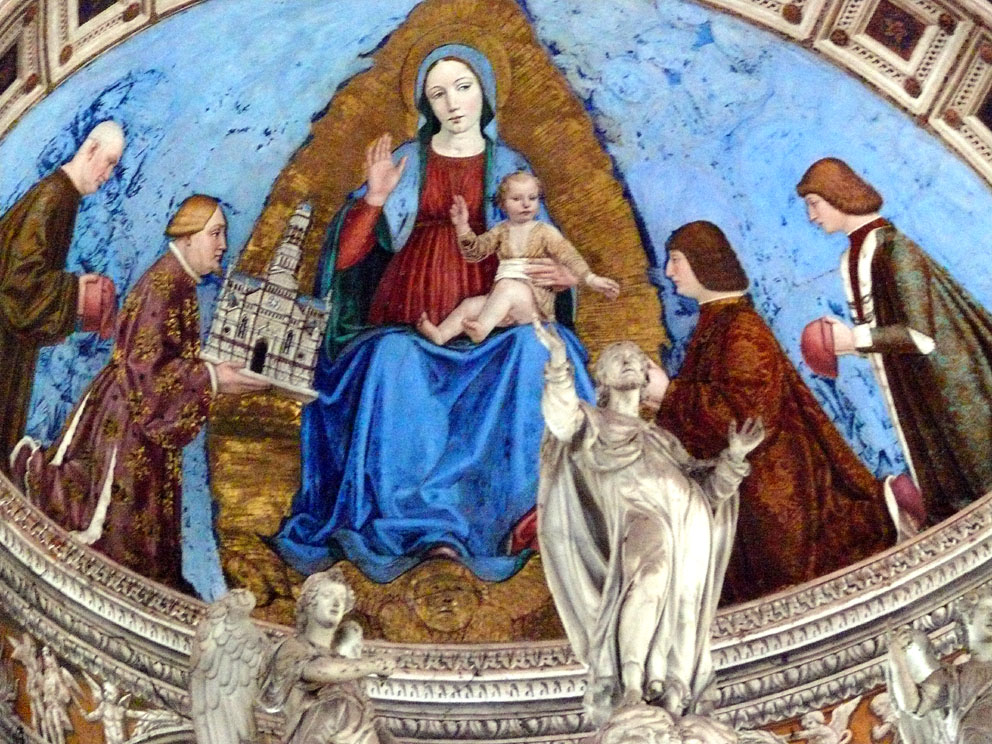
吉安·加萊亞佐·維斯孔蒂，與他的三個兒子

## 來源出處

### 註腳
1. 1 2 3 4 5   王任光 p.272-273
2. 1 2 3 4  瓦莱里奥 p.102-104
3. ↑   布克哈特 pp.18-19
4. 1 2   蔡百銓 p.91
5. 1 2   路易吉 pp.273-283